# 핵열 로켓

핵열 로켓 개념도

핵열 로켓(영어: nuclear thermal rocket, NTR)은 원자로의 열을 이용하여 추진력을 얻는 로켓이다.
산화제와 추진체를 연소시켜 하늘을 나는 기존의 로켓과 달리 원자로의 열로 수소가스를 팽창시켜서 팽창시킨 수소가스로 하늘을 난다. 최근 핵추진로켓에 대한 연구가 활발히 이루어지고 있다.

## 미국

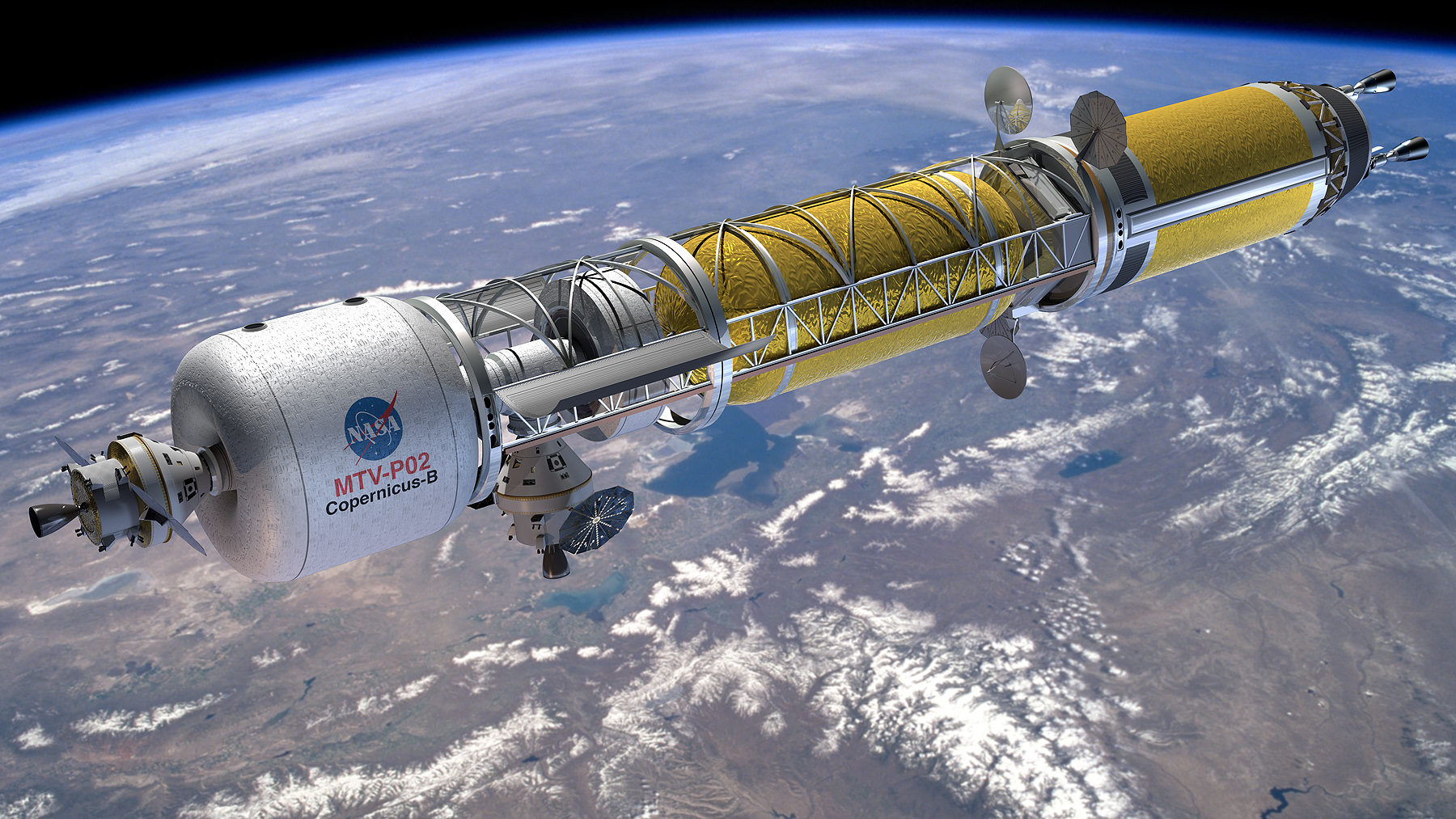
NTR 엔진을 장착한 화성유인탐사선(MTV). 궤도상에서 탐사선이 조립된다. 오리온 우주선이 좌측에 도킹되어 있다.

2020년 기준으로, 솔리드 코어 핵열 로켓 설계는 치명적인 고장 발생시 방사성 연료 요소의 분산 및 분해를 크게 제한하기 위해 개발중이다.
2013년 기준으로, 마셜 우주 비행 센터에서 지구 궤도에서 화성 궤도까지 행성 간 이동을 위한 NTR을 연구하고 있다. 역사적인 지상 테스트에서 NTR은 가장 진보된 화학 엔진보다 최소한 두 배 더 효율적으로 입증되어 더 빠른 운송 시간과 증가 된화물 용량을 허용한다. NTR 엔진의 경우 3-4 개월로 추정되는 짧은 비행 시간은 화학 엔진을 사용하는 6-9 개월에 비해 승무원에게 노출되는 우주 방사선의 양을 줄일 수 있다. Project Rover의 Pewee와 같은 NTR 엔진은 Mars Design Reference Architecture (DRA)에서 선택되었다.
2017년에 NASA는 NTR에 대한 연구와 개발을 계속하여 민간 승인 재료로 우주 애플리케이션을 설계했으며 3년 1880 만 달러 계약을 체결했다.
2019년 미국 의회가 통과한 세출 법안에는 2024년까지 비행 시범 임무를 계획하는 것을 포함하여 핵열 추진기 연구를위한 자금으로 1억 2,500만 달러를 배정했다.
2021년 미국 우주군과 DARPA의 궤도 및 시스-달의 사용을 위한 핵열 로켓에 많은 관심이 있었다. 미군 외에도 NASA 관리자 인 Jim Bridenstine은 향후 화성 탐사를 위한 프로젝트와 잠재적인 응용 프로그램에 관심을 표명했다. DARPA는 궤도에서 핵 열 추진 시스템을 시연하는 것을 목표로하는 DRACO (Demonstration Rocket for Agile Cislunar Operations) 프로그램에 대해 2 건의 계약을 체결했다. 2021년 4월 제너럴 아토믹스와 2,200 만 달러의 계약을 체결했다.

## 같이 보기
- 핵추진